# Silvia González-Sarasa Hernáez
Silvia González-Sarasa Hernáez es una investigadora y autora española.

## Biografía
Cursó la licenciatura de Filología Hispánica en la Universidad de La Rioja, para después estudiar Biblioteconomía en la Universidad Complutense de Madrid. En 2013, la obra titulada Tipología del impreso antiguo español, de 485 páginas, le valió la concesión del Premio Nacional de Bibliografía que otorga la Biblioteca Nacional de España. Según el jurado que la premió, brinda una herramienta que ayuda «tanto a la identificación y a la catalogación como a la búsqueda de muchos productos editoriales». Se publicaría en 2019 bajo el título de Tipología editorial del impreso antiguo español. Ha trabajado también, bajo la dirección de Víctor Infantes de Miguel, en el estudio de la primera edición de El ingenioso hidalgo don Quijote de la Mancha.